# 山德罗·雷塞戈蒂
山德罗·雷塞戈蒂（義大利語：Sandro Resegotti，1966年1月25日—），意大利击剑运动员。他曾代表意大利参加1992年夏季奥林匹克运动会击剑比赛，结果获得男子团体重剑第五名。